# Kisela Voda
Kisela Voda (Macedonisch: Кисела Вода) is een gemeente in Noord-Macedonië en maakt deel uit van het hoofdstedelijk gebied Groot Skopje.
Kisela Voda telt 58.216 inwoners (2002). De oppervlakte bedraagt 46,86 km², de bevolkingsdichtheid is 1242,3 inwoners per km².